# Josef Arnold (Politiker, 1950)
Josef Arnold (* 13. September 1950, heimatberechtigt in Seedorf) ist ein Schweizer Politiker (CVP).

## Biografie
Er war Primarlehrer und ab 1977 bis zu seiner Wahl in den Regierungsrat des Kantons Uri im Jahr 2000 Sekundarlehrer im Schulkreis Seedorf. Er übte die folgenden politischen Mandate aus:
- 1981–1994: Gemeinderat in Seedorf
- 1986–1992: Katholischer Landeskirchenrat des Kantons Uri
- 1991–1994: Gemeindepräsident von Seedorf
- 1987–2000: Mitglied des Rechnungsprüfungskommission von Seedorf; Landrat

Als Regierungsrat ist er seit 2000 der Bildungs- und Kulturdirektor. Von 2002 bis 2004 war er der Landesstatthalter und von 2004 bis 2006 der Landammann.